# Fosse no 2 des mines de Liévin
Pour les articles homonymes, voir Calonne.
La fosse no 2 dite fosse d'Aix ou Calonne de la Société d'Aix puis de la Compagnie des mines de Liévin est un ancien charbonnage du Bassin minier du Nord-Pas-de-Calais, situé à Liévin. Elle est ouverte en tant que fosse d'Aix à partir du 17 mai 1858 par la Société d'Aix a à peine cent mètres au sud de la concession de la Compagnie des mines de Béthune. Elle entre en exploitation le 1er octobre 1859, et malgré une exploitation difficile, la production est fructueuse. Un coron de quarante habitations est construit. Mais la Société d'Aix est déboutée de sa demande de concession en septembre 1862, et c'est la Compagnie de Liévin qui obtient ces terres. La fosse est alors abandonnée peu après, son propriétaire ayant décidé de poursuivre l'exploitation, contre la loi, et cesse le 19 février 1863. Durant les procès et les expertises qui s'ensuivent, la fosse est entretenue au strict minimum.
La Compagnie de Liévin rachète la fosse en 1868, et elle est renommée fosse no 2. Un terril no 71, 2 de Liévin, est édifié au nord de la fosse, mais cette dernière cesse d'extraire en 1876. Elle assure alors l'aérage pour la fosse no 1 - 5. La fosse no 2 est reprise en 1904 et forme le 2 - 5 - 5 bis de Liévin avec la fosse no 5 - 5 bis. Des cités sont alors construites autour de la fosse. Le chevalement n'est pas détruit durant la Première Guerre mondiale. Le puits est comblé en 1936, et les installations détruites peu après. La fosse a été sous-utilisée. La Compagnie des mines de Liévin est nationalisée en 1946, et intègre le Groupe de Liévin. En 1952, ce dernier fusionne avec le Groupe de Lens pour former le Groupe de Lens-Liévin.
Le coron construit par la Société d'Aix est détruit en 1993. Au début du XXIe siècle, Charbonnages de France matérialise la tête de puits no 2, et y installe un exutoire de grisou. Un hard-discount Lidl est construit sur le carreau de fosse. Les cités sont pour la plupart rénovées. Le terril n'a pas été exploité et est entièrement boisé.

## La fosse

### Fonçage
La fosse d'Aix est commencée le 17 mai 1858  par la Société d'Aix à l'ouest de Liévin. Le puits est entrepris à l'altitude de 65 mètres. La fosse atteint la houille le 28 juillet à 126 mètres, le terrain houiller est atteint à 127 mètres. Elle est située à cent mètres au plus de la concession de Grenay, exploitée par la Compagnie des mines de Béthune.
Le diamètre utile du puits est de 4,10 mètres,. Le fonçage s'effectue par le procédé à niveau vide,. Le cuvelage est en bois, il est surmonté de dix mètres de cercles en fonte. Le puits est cuvelé de la profondeur de vingt mètres jusqu'à 110,70 mètres.
En moins d'une année cette fosse atteint le charbon. Le niveau a été passé sans qu'on ait eu besoin d'autre machine pour l'épuisement des eaux que la machine d'extraction horizontale de 25 chevaux, qui sert aussi à l'extraction des déblais. L'épuisement des eaux se fait à l'aide de bennes à eau.

### Exploitation
La Société d'Aix met en service sa fosse d'Aix le 1er octobre 1859. Avant d'arriver à 160 mètres, profondeur à laquelle un accrochage a été établi, le puits a traversé trois veines de houille, dont deux de 80 centimètres et une de 70 centimètres. Les bowettes ouvertes à cet accrochage et à celui de 192 mètres constatent autour de la fosse des terrains très irréguliers ; mais un peu plus loin, trois veines, dont l'une nommée Saint-Honoré au sud, et l'autre dite Saint-Jean-Baptiste au nord, présentent sur certains points des renflements considérables, six mètres dans la première et 1,80 mètre dans la seconde, suivis d'étranglements.
L'exploitation de ces grandes couches a été assez fructueuse, malgré une exploitation difficile, et fournit 66 831 hectolitres soit 5 681 tonnes en 1861 et 148 300 hectolitres soit 12 606 tonnes en 1862, soit un ensemble de 215 131 hectolitres ou 18 287 tonnes. Le charbon est de bonne qualité, et son écoulement facile.
L'extraction cesse le 19 février 1863. Le décret de septembre 1862 a débouté la Société d'Aix de sa demande de concession, et attribue à la Compagnie de Liévin les terrains où le houiller a été constaté, y compris la partie occidentale où la fosse d'Aix a été ouverte. Il s'est ensuivi de longs procès et expertises. Les travaux sont ensuite régulièrement entretenus jusque février 1868, date à laquelle la Compagnie de Liévin en prend possession après le payement d'une indemnité.

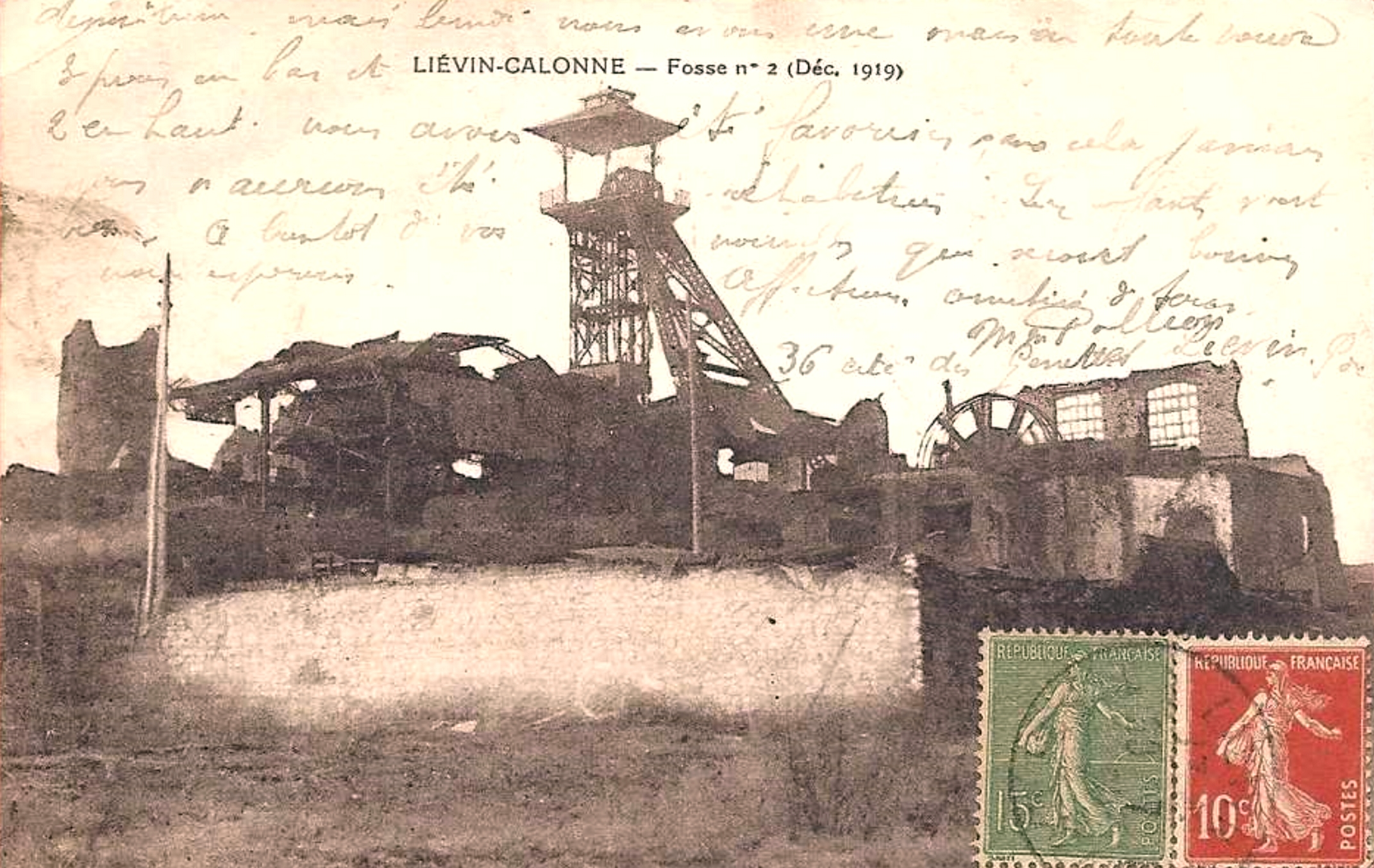
La fosse à l'issue de la guerre.

### Reprise par la Compagnie des mines de Liévin
La Compagnie des mines de Liévin a repris la fosse qui est devenu son puits no 2 en 1868, mais l'abandonne en 1876. le puits continue toutefois d'assurer l'aérage pour le siège no 1 - 5 de Liévin mais n'est pas relié aux autres fosses par le chemin de fer. Un terril, no 71 dit « 2 de Liévin » est établi au nord-nord-ouest de la fosse.
Dans les années 1890, la fosse est utilisée par la compagnie pour effectuer des travaux de reconnaissance afin d'explorer les plateures situées à l'ouest de la concession. Les accrochages sont établis aux profondeurs de 160, 192, 222, 253, 301, 392, et 542 mètres de profondeur. Le puits est profond de 552,90 mètres. La fosse no 2 est reprise en 1904 et forme le 2 - 5 - 5 bis de Liévin avec la fosse no 5 - 5 bis, sise à  790 mètres à l'ouest-sud-ouest. Des cités sont construites pour loger les mineurs travaillant dans les mines de Liévin. Durant la Première Guerre mondiale, la fosse no 2 est la seule de la compagnie à ne pas avoir été totalement détruite. Elle assure ensuite l'aérage.
La Compagnie des mines de Liévin remblaye le puits no 2, profond de 601,50 mètres, en 1936, soit avant la nationalisation. Les installations sont détruites. La Compagnie des mines de Liévin est nationalisée en 1946, et intègre le Groupe de Liévin. En 1952, ce dernier fusionne avec le Groupe de Lens pour former le Groupe de Lens-Liévin.

### Reconversion
Au début du XXIe siècle, Charbonnages de France matérialise la tête de puits no 2, et y installe un exutoire de grisou. Le BRGM y effectue des inspections chaque année. Il ne reste rien des installations de surface de la fosse. Un hard-discount Lidl est construit sur le carreau de fosse.

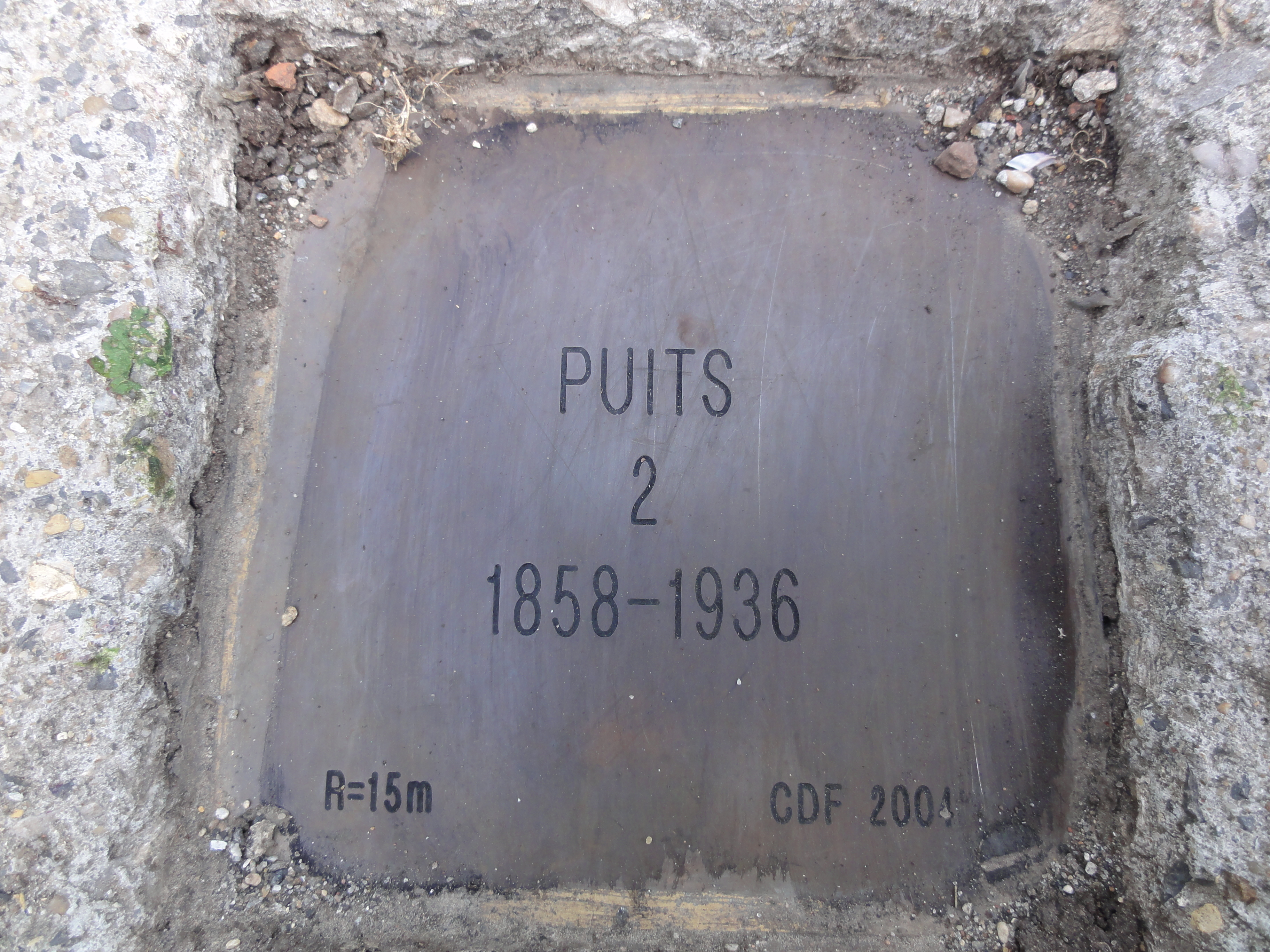
Puits no 2, 1858 - 1936.
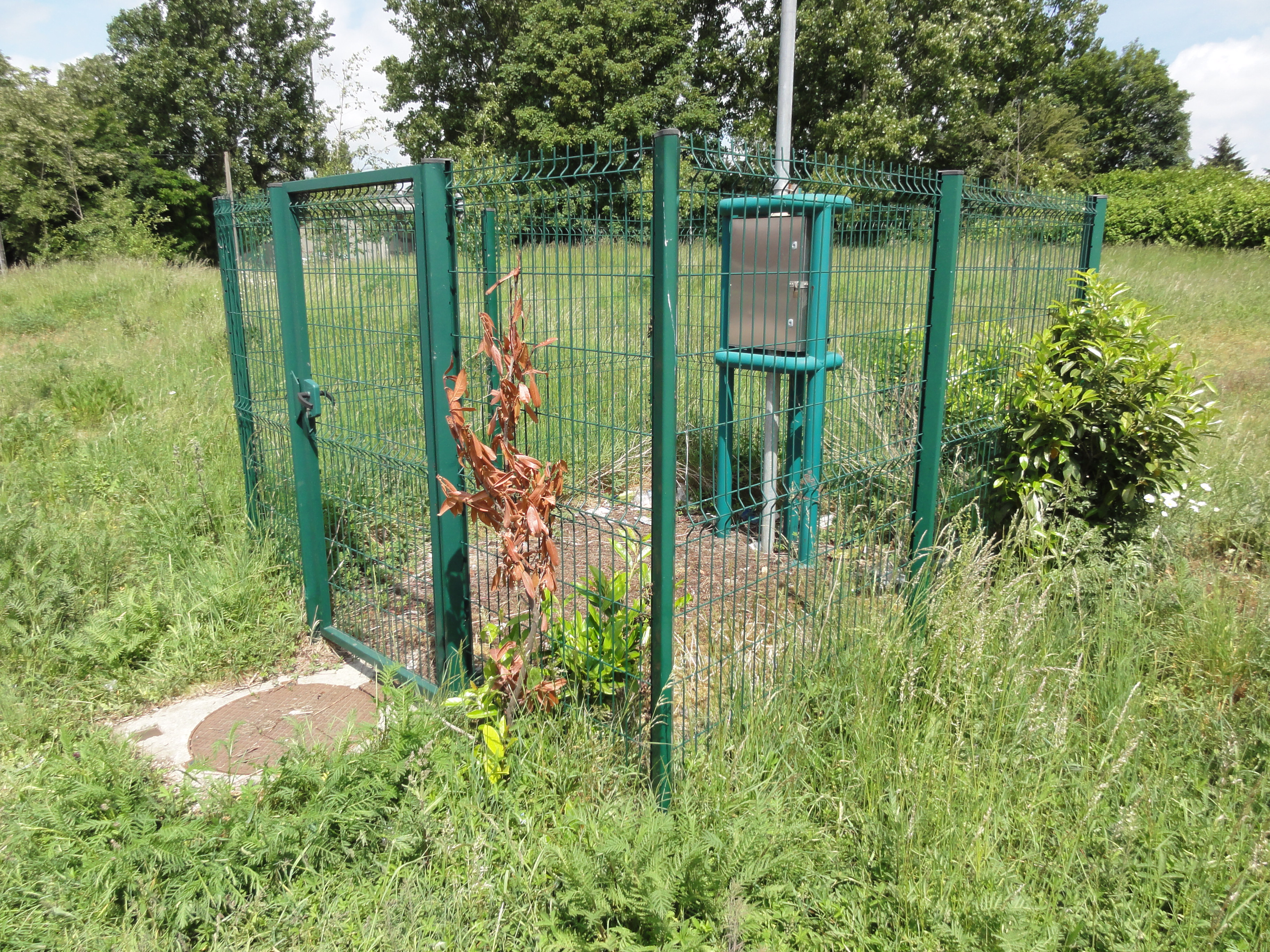
La tête de puits matérialisée et l'exutoire de grisou.
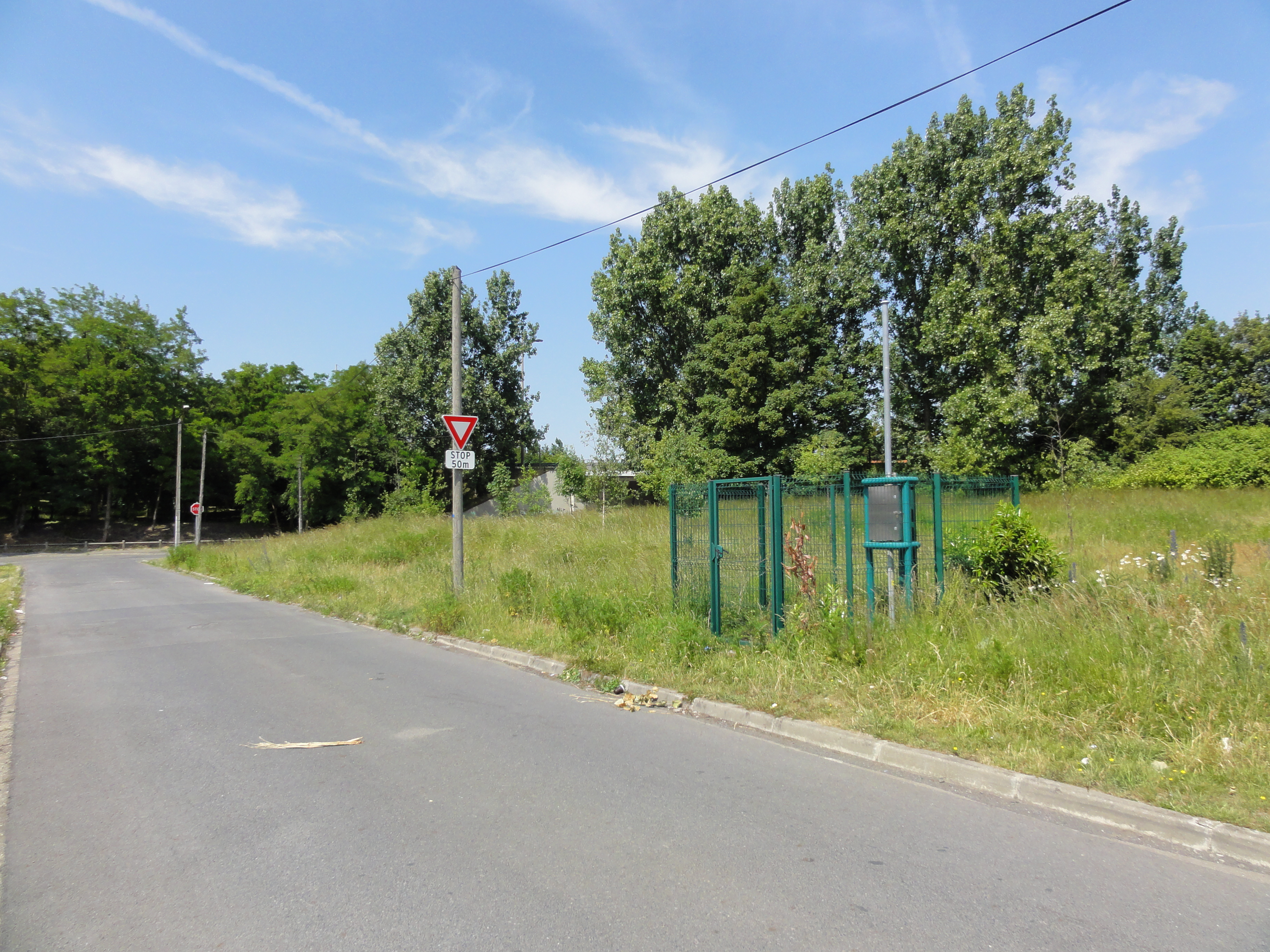
Le puits dans son environnement.
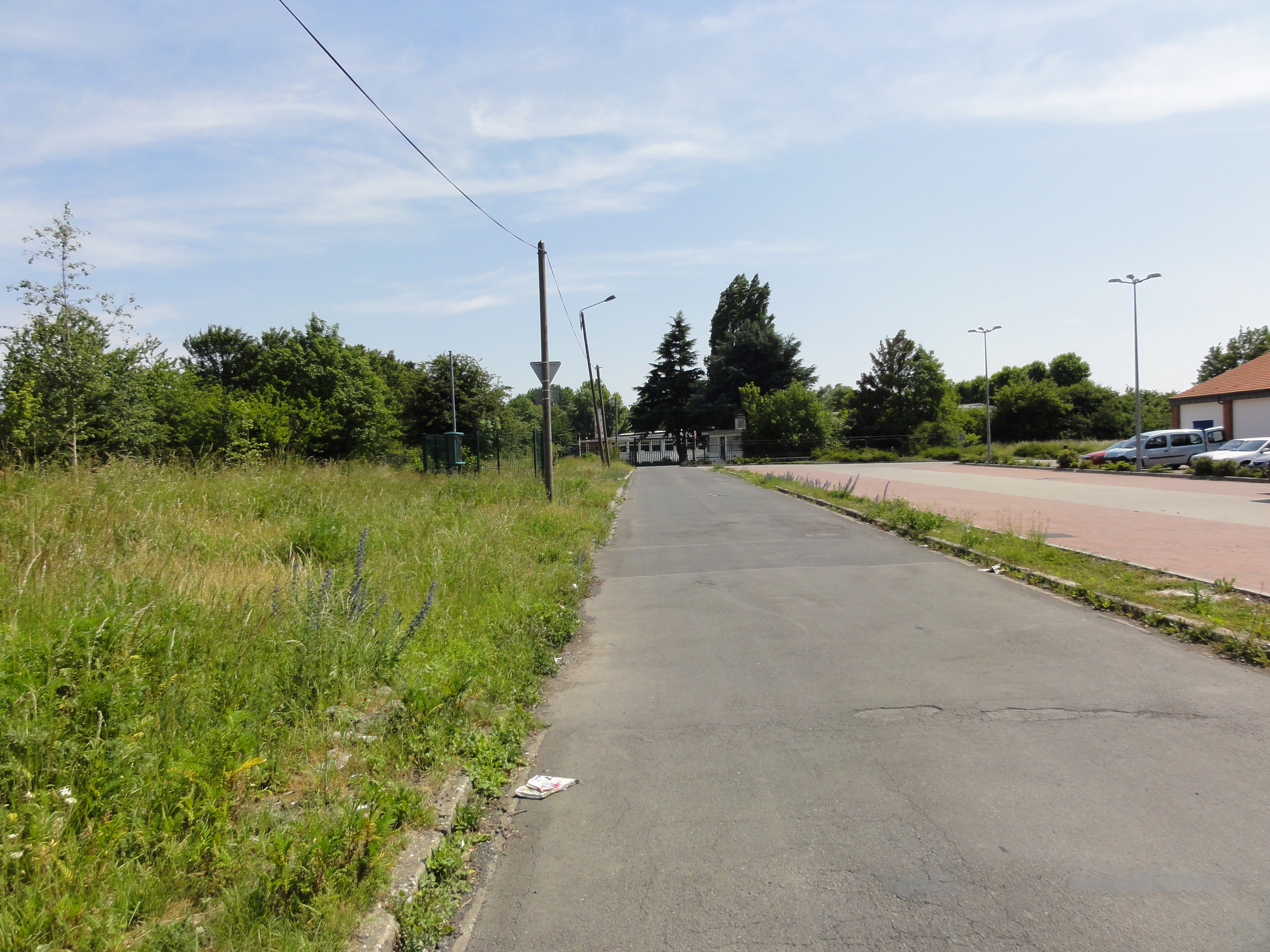
Le puits dans son environnement.
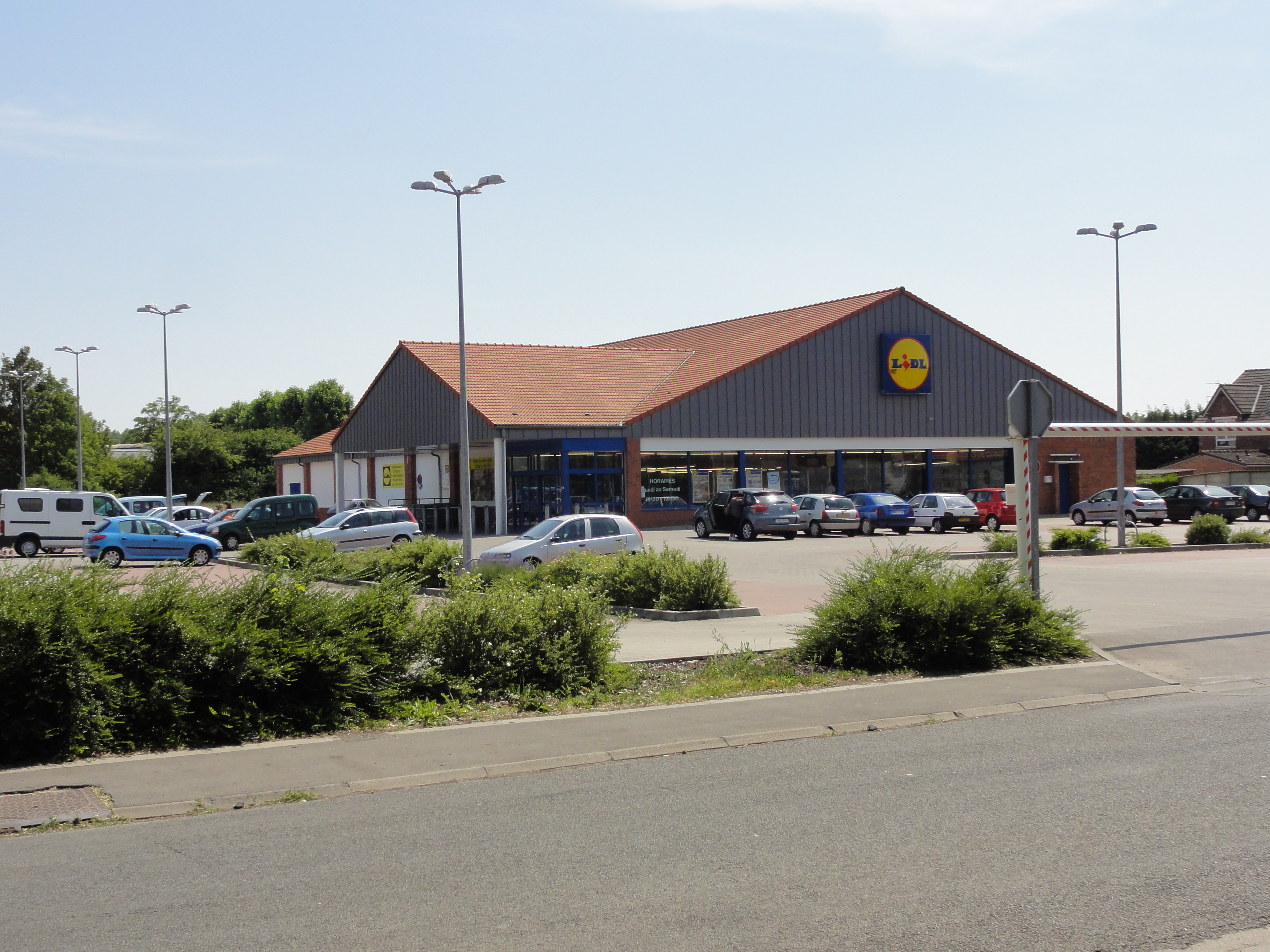
Le hard-discount Lidl.

## Le terril

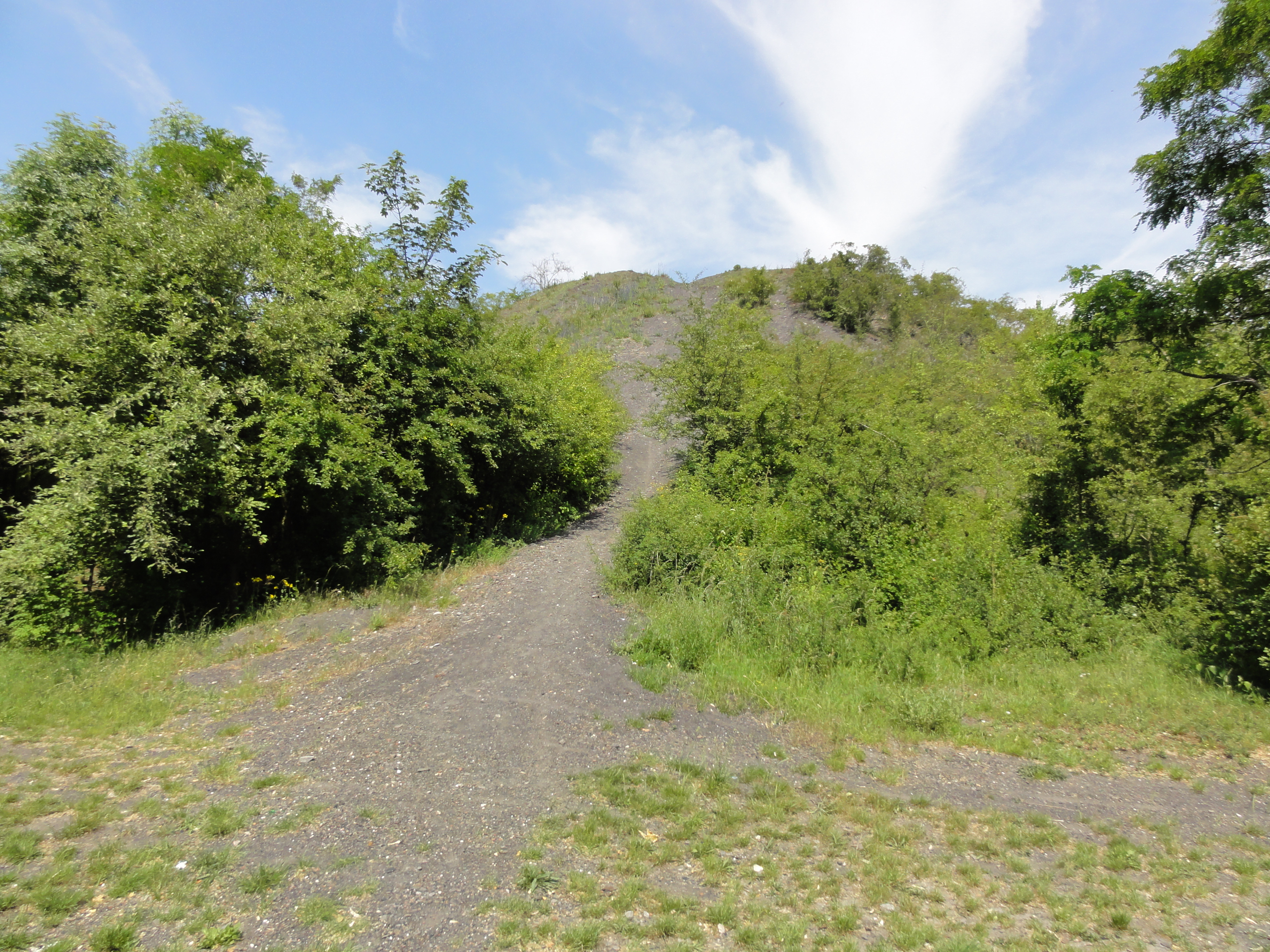
Le sommet du terril du 2 de Liévin.

50° 25′ 59″ N, 2° 45′ 11″ E
Le terril no 71, 2 de Liévin, situé à Liévin, a été formé à partir de 1870, peu de temps après que la Compagnie des mines de Liévin a racheté la fosse à la Société d'Aix. Il s'agit d'un terril plat, dont un cône de petite taille a été édifié par-dessus. La fosse a fermé en 1936, date à laquelle le terril a cessé d'être alimenté. Il n'a jamais été exploité, et est entièrement boisé.

## Les cités
La Société d'Aix a construit quarante maisons sous la forme d'un coron. De vastes cités ont été construites autour de la fosse no 2 par la Compagnie de Liévin pour y loger les mineurs de sa fosse no 5 - 5 bis. En 1993, les maisons construites par la Société d'Aix, établies en un long coron, sont détruites. Les habitations de la compagnie ont en revanche été pour la plupart rénovées.

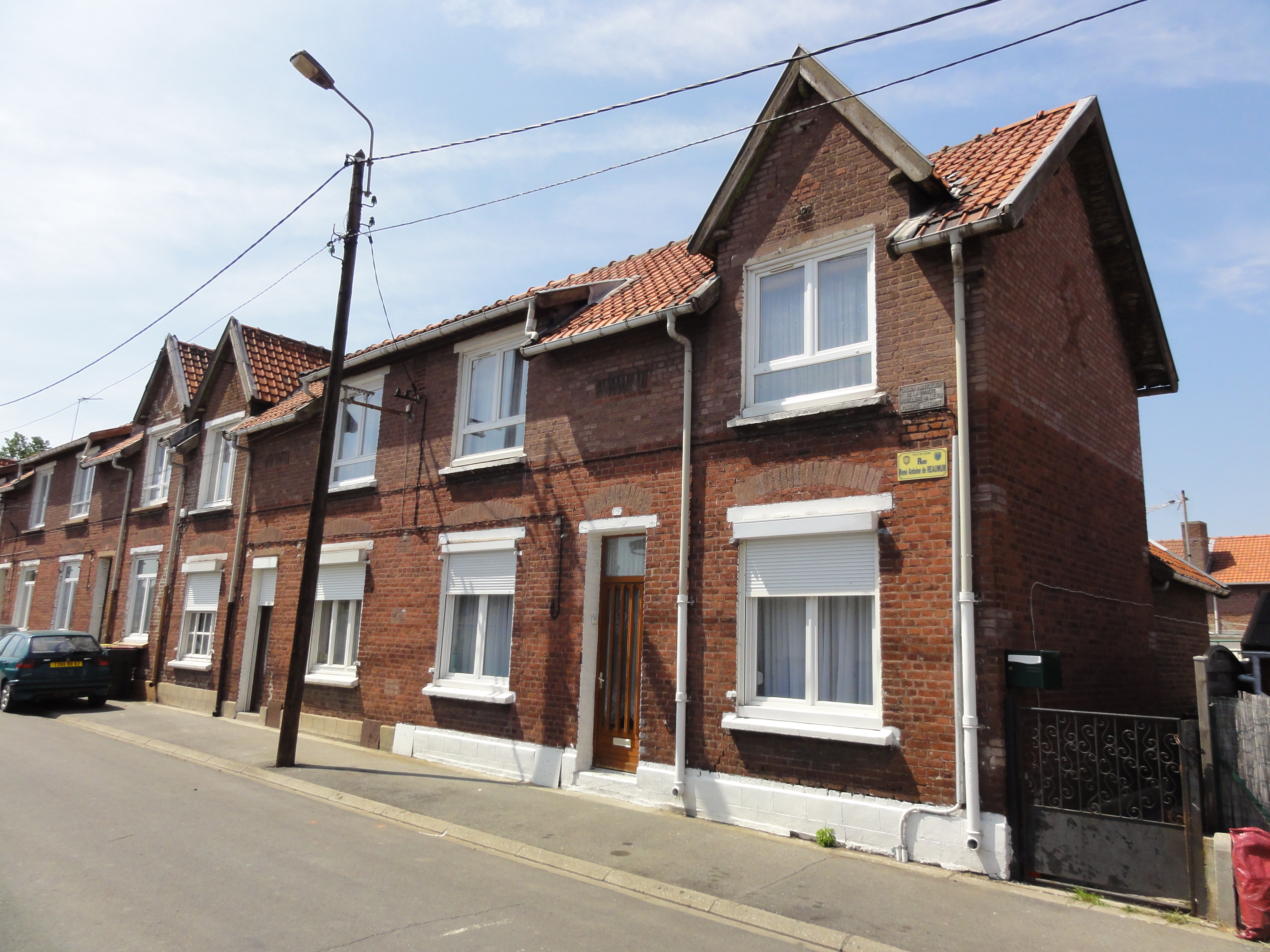
Des corons.
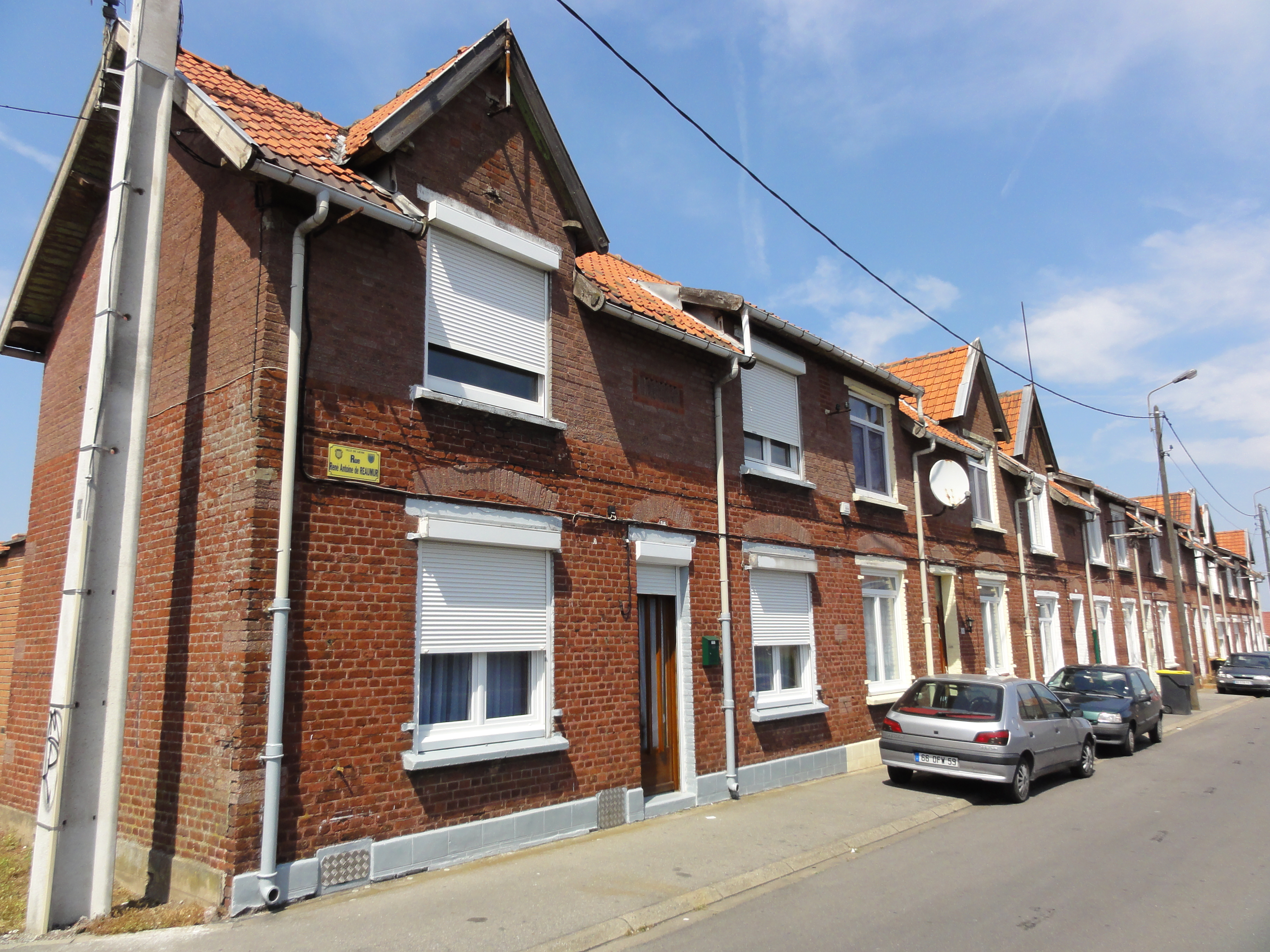
Des corons.
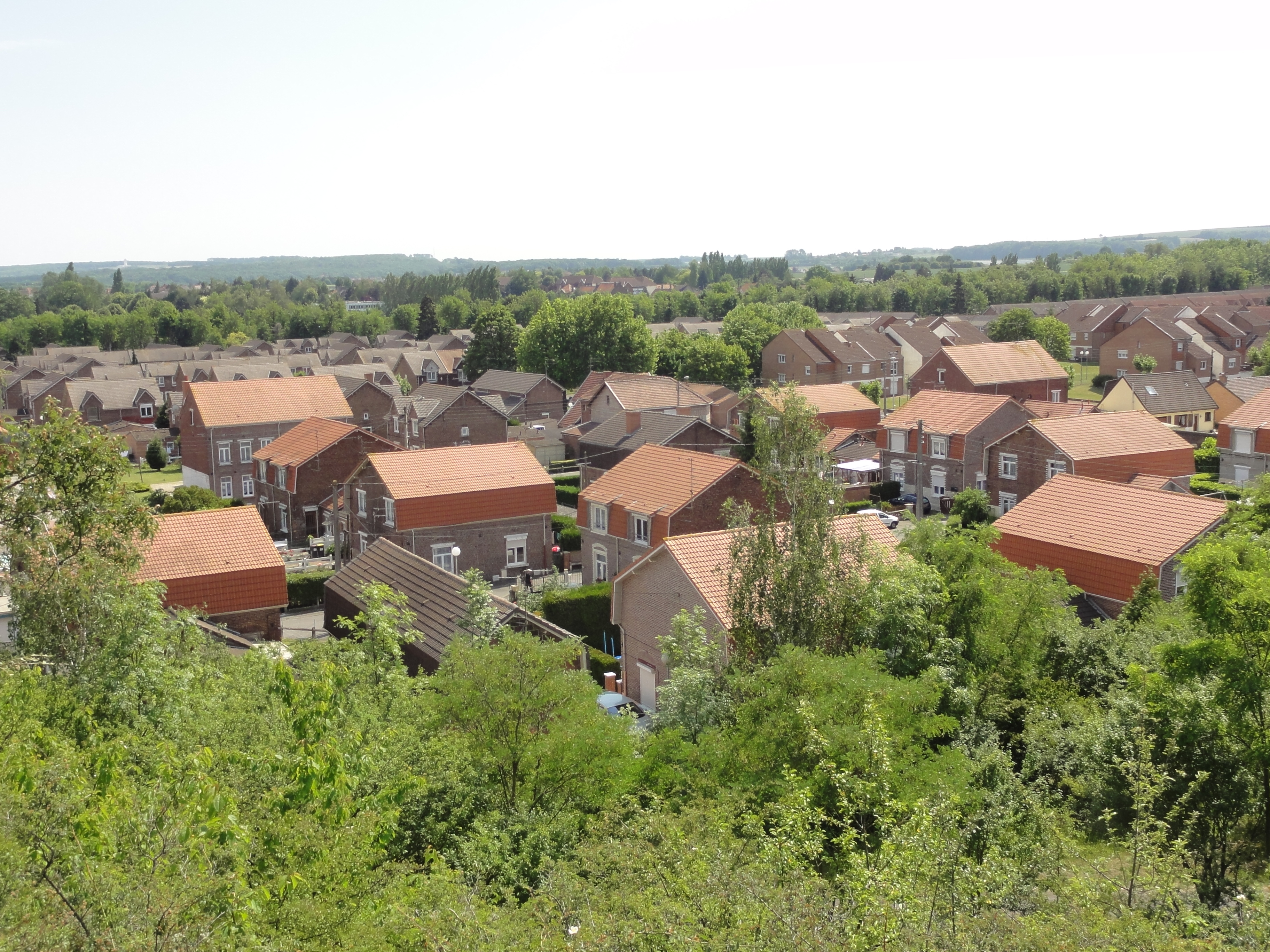
Les cités vues depuis le sommet du terril.
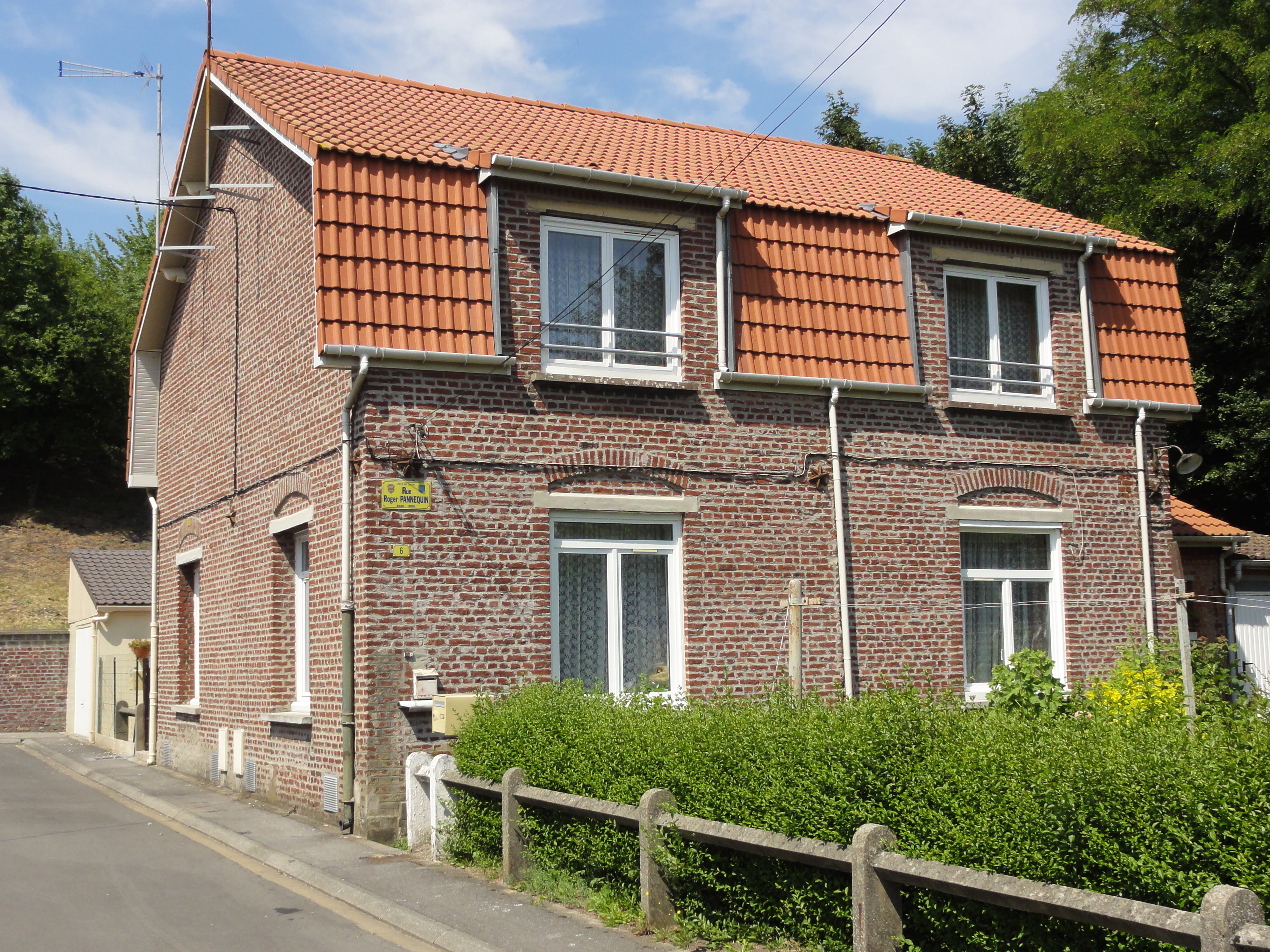
Des habitations groupées par deux.
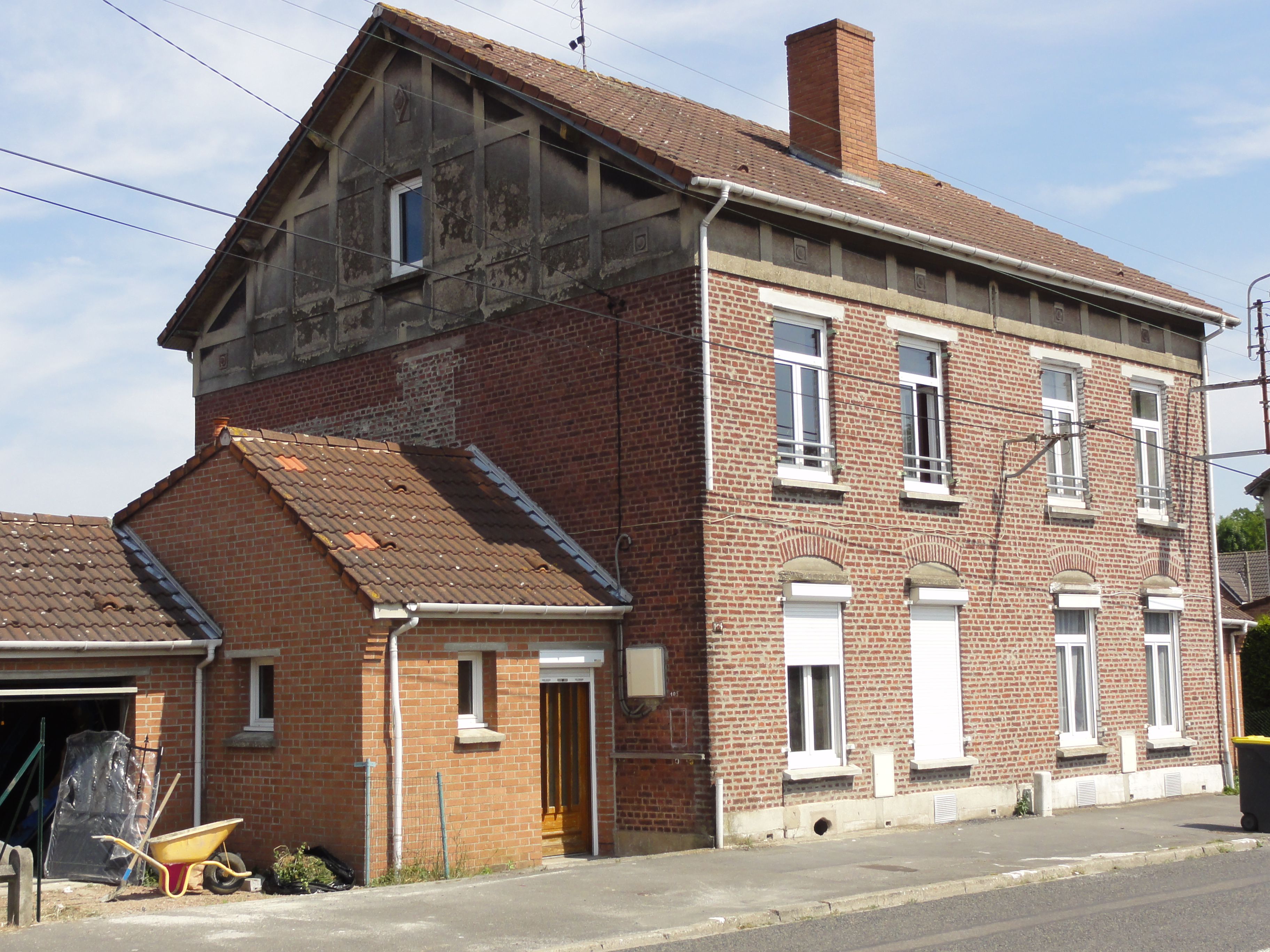
Des habitations groupées par deux.
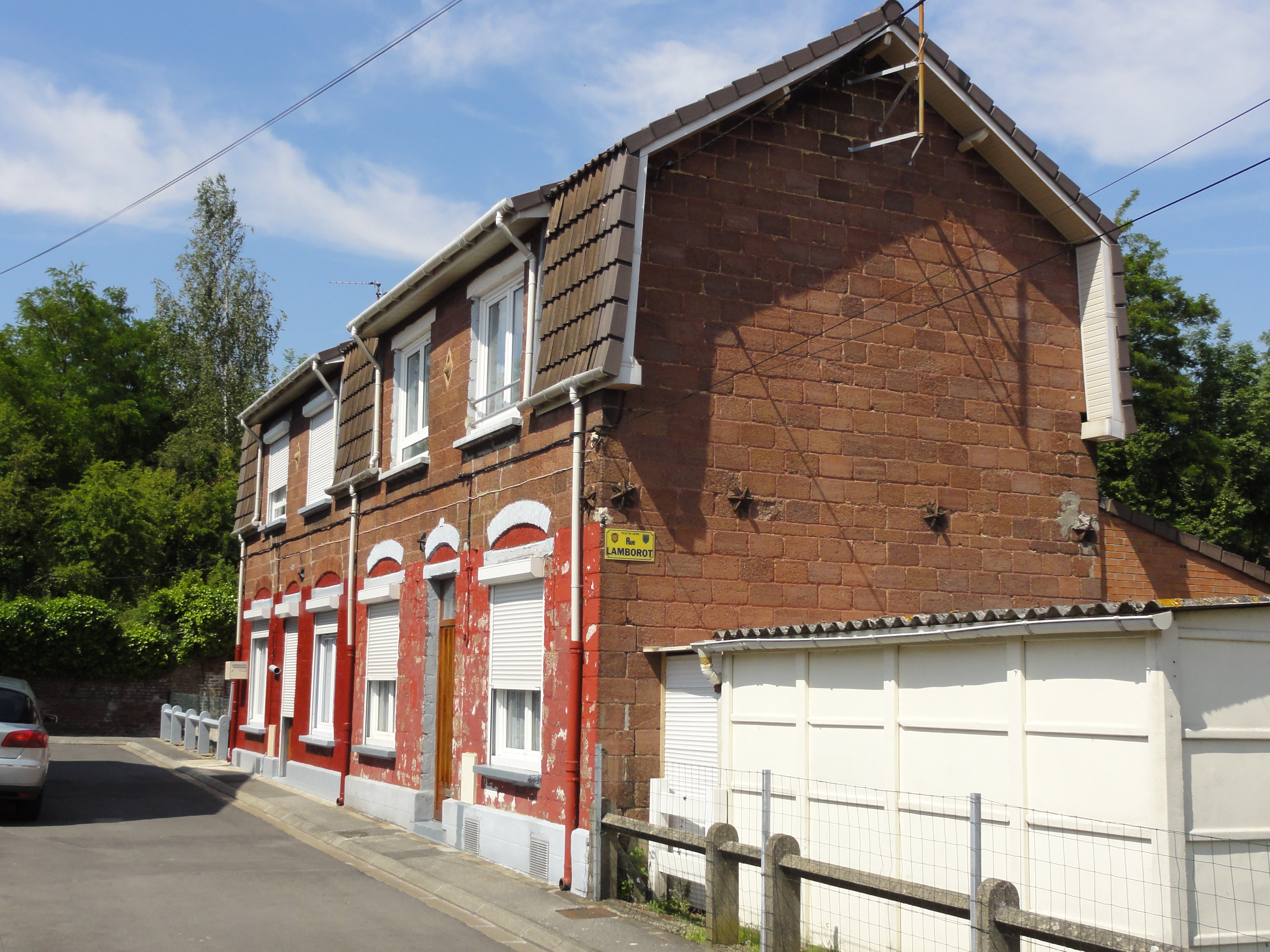
Des habitations groupées par deux construites en parpaings.